# Uskokken

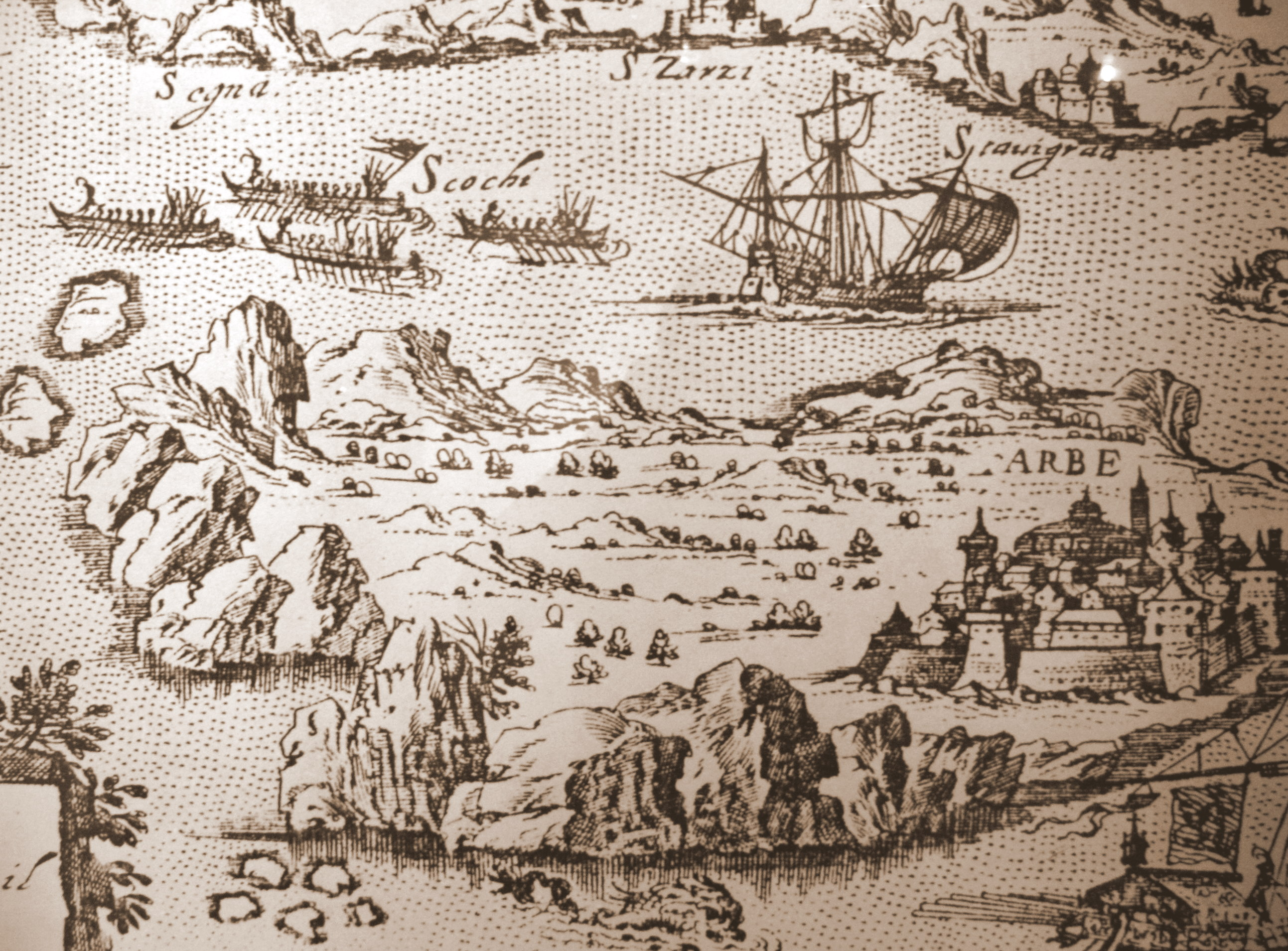
Uskokkenscheepjes in het kanaal van Senj

De Uskokken waren Kroatische vrijheidsstrijders die in de eerste helft van de 16e eeuw in de Kroatische provincie Dalmatië verschenen, omdat Kroatië, Herzegovina en Bosnië door de Turken uit het Ottomaanse Rijk werden gebrandschat. Veel Kroaten vluchtten naar het westen van het land, waar de rechtelozen hun toevlucht zochten in de buurt van Klis. Ze noemden zichzelf Uskokken, diegenen die zich "verzetten tegen", en streden vijf jaar lang tegen de Turken. Toen de Ottomanen Klis veroverden, werden de Uskokken door Oostenrijk uitgenodigd zich in Senj te vestigen. Bij de vrede van 1540 behield Venetië de kuststeden, maar het volledige binnenland werd een Turkse provincie, die bestuurd werd vanuit het fort in Klis.
De circa 2000 Uskokken versterkten Senj en probeerden een middel van bestaan te vinden in het nieuwe, maar woeste en weinig vruchtbare land. Niet gehinderd door een gebrek aan zeevaartkennis, wisten ze kleine, maar snelle boten te ontwikkelen, rood en zwart beschilderd, geschikt voor de scherenkust. De Uskokken raakten bekend met de plaatselijke verraderlijke winden onder het eiland Krk en konden zich met hun lichte boten snel terugtrekken in inhammen op de kust. De Uskokken vielen 's nachts Turkse schepen lastig en plundering werd een steeds belangrijkere bestaansvorm. Ongeveer dertig jaar lang werden deze expedities tegen Turkse schepen gesteund door de Habsburgers in de verdedigingslinie tegen de Turken. De betaling bleef achterwege, en de Uskokken werden almaar lastiger te controleren. De plaatselijke kloosters ontvingen van de religieuze bevolking evenwel steeds een tiende van de opbrengst.

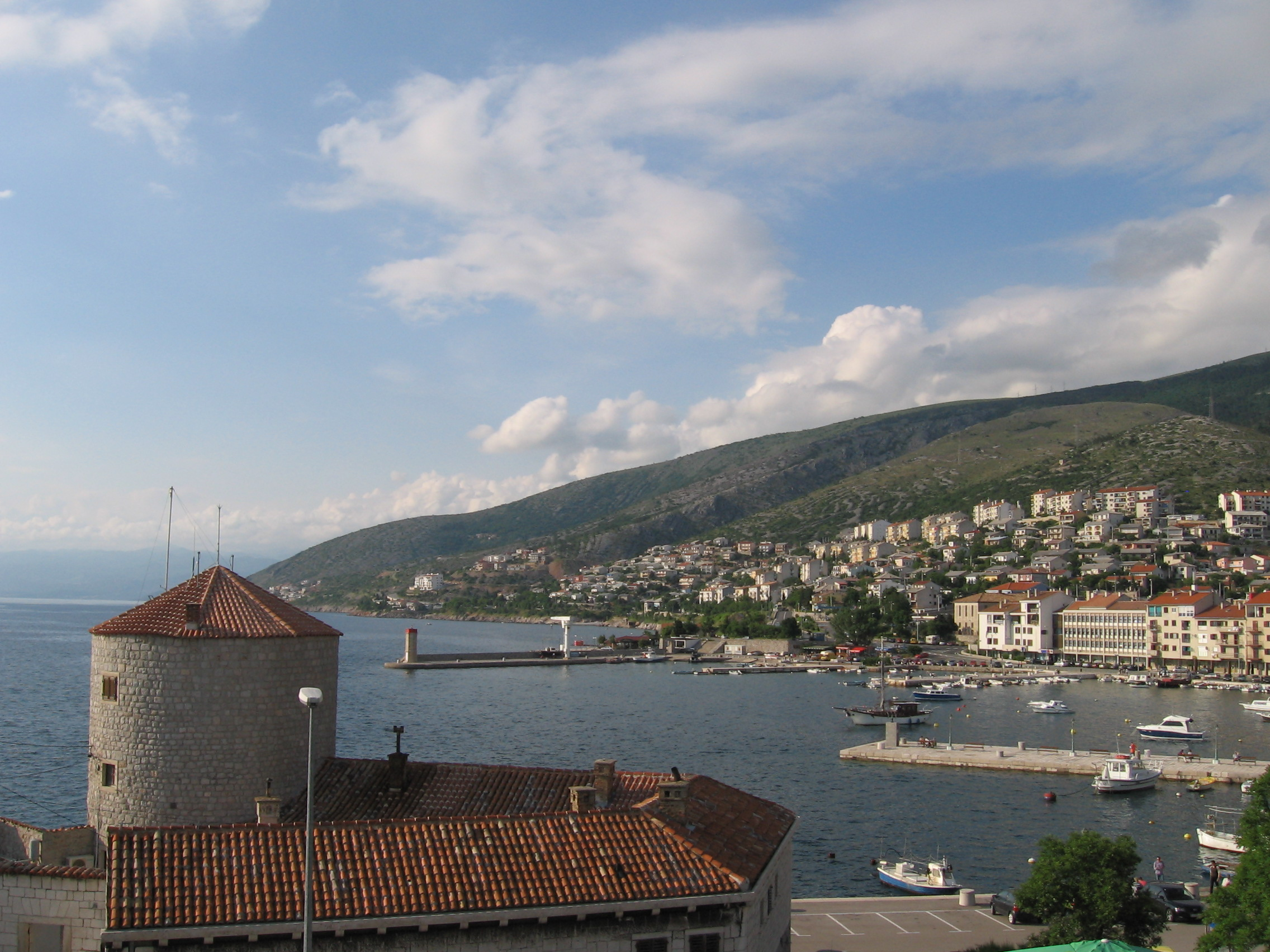
Gezicht op Senj

De Uskokken vielen vanaf 1566 ook Venetiaanse schepen aan. Ongeregeld volk uit heel Europa trok richting Senj, waaronder diverse Venetianen. Door het Verdrag van Adrianopel (1568) verbeterde de situatie op de Adriatische Zee nauwelijks. De katholieke kerk, in de persoon van paus Gregorius XIII, steunde de Uskokken in hun strijd tegen de Turken. In 1592 bouwde Venetië versterkingen langs de kust om de scheepvaart te beter te kunnen controleren. De Turken verkregen steun van Venetië bij de verovering van Klis in 1596 en besloten in 1599 tot een blokkade van de stad Senj om zodoende de inwoners uit te hongeren. Giovanni Bembo belegerde rond 1601 de steden Rijeka en Triëst die door de Uskokken waren bezet. De Habsburgers steunden de Uskokken in het aanvallen van Venetiaanse schepen. De Turken en Oostenrijkers waren tussen 1593-1606 in oorlog en de Habsburgers maakten gebruik van Uskokse troepen bij de verdediging van de grenzen.
In 1615 waren de Uskokken aanleiding tot de Uskokoorlog tussen Venetië en Oostenrijk, die zich afspeelde rondom de stad Gradisca d'Isonzo. De hulp van de Hollanders werd ingeroepen en Johan Ernst van Nassau-Siegen trok met 3100 man naar Istrië. In 1617 werd een akkoord bereikt met de Aartshertog van Stiermarken en de Uskokken werden naar Carniola in de omgeving van Karlobag, het binnenland van Kroatië getransporteerd en niemand heeft ooit nog van hen gehoord. Venetië liet in 1618 tientallen Uskokken onthoofden op het San Marcoplein, waaronder negen Engelsen, vijf hadden een adellijke achtergrond.